# Зеленский, Михаил (брацлавский полковник)
Михаил Зеленский (? — после 1674) — брацлавский полковник (предположительно избирался на эту должность 4 раза), мясковский сотник Брацлавского полка, наказной гетман, дипломат, некоторое время поднестровский полковник.

## Биография
Родился в начале 17 века в шляхетской семье казацко-старшинского рода Зеленских.
Достоверно известно, что у него был младший брат Андрей, который занимал должность подольского полковника, так же Михаил был женат и имел дочь.
Несмотря на принадлежность к состоятельной шляхетской семье возглавлял дейнецкий полк во время восстания Барабаша и Пушкаря. Участвовал также в восстании Хмельницкого, обороне Буши, битве под Чудновом и битве на Дрожи-поле.
Наиболее достоверно, что на должность полковника брацлавского полка избирался 4 раза на периоды 1654 — 1657, 1659 — 1661, 1664, 1666 годов.
После 1674 года судьба неизвестна.